# J500 Mexiko-Stadt
Das Abierto Juvenil Mexicano war ein von 2011 bis 2017 von der International Tennis Federation ausgetragenes World-Junior-Tennisturnier, das alljährlich um die Jahreswende auf Sandplatz in Mexiko-Stadt stattfand. Das Turnier war gemeinsam mit der Trofeo Bonfiglio, dem Banana Bowl, dem Osaka Mayor’s Cup und dem Orange Bowl Teil der international bedeutsamen Serie der Grade A-Turniere und gehörte damit zusammen mit den Nachwuchswettbewerben der vier Grand-Slam-Turniere zu den weltweit wichtigsten Tennisturnieren für Junioren und Juniorinnen.

## Geschichte
1977 als Copa Internacional Casablanca ins Leben gerufen, fand das Turnier bis zu seiner Umbenennung in Abierto Juvenil Mexicano auf Hartplatz statt. Austragungsort war ursprünglich der gleichnamige Tennisclub Casablanca im Stadtteil Tlalnepantla. 2011 wurden die Spiele dann auf den Sandplätzen des Centro Deportivo Chapultepec ausgetragen. Bereits 2004 nahm die ITF das Turnier in die höchste Juniorenwettbewerbsklasse auf.

## Siegerliste
Unter den Teilnehmern des Turniers finden sich zahlreiche Grand-Slam-Champions wie Roger Federer, Ivan Lendl, Goran Ivanišević, Thomas Muster, Caroline Wozniacki, Juan Martín del Potro und Gabriela Sabatini. Auch die ehemalige Weltranglistenerste Jelena Janković konnte den Titel erringen.
Seit 1993 waren folgende Spielerinnen und Spieler in den Einzel- und Doppelkonkurrenzen siegreich:

### Einzel
| Jahr                                              | Herren                       | Damen                   |
| ------------------------------------------------- | ---------------------------- | ----------------------- |
| ↓ Copa Internacional Casablanca – Kategorie: G2 ↓ |                              |                         |
| 1993                                              | José-Jorge Esqueda-Hernández | Anne Kremer             |
| 1994                                              | Ramón Delgado                | Esme De Villiers        |
| ↓ Kategorie: G1 ↓                                 |                              |                         |
| 1995                                              | Clemens Trimmel              | Barbara Schwartz        |
| 1996                                              | Sébastien Grosjean           | Mirjana Lučić           |
| 1997                                              | Nicolás Massú                | Zsófia Gubacsi          |
| 1998                                              | Aisam-ul-Haq Qureshi         | Gabriela Voleková       |
| 1999                                              | Dominik Meffert              | Ansley Cargill          |
| 2000                                              | Adrian Cruciat               | Ansley Cargill          |
| 2001                                              | Janko Tipsarević             | Jelena Janković         |
| 2002                                              | Marcos Baghdatis             | Matea Mezak             |
| 2003                                              | Jerome Becker                | Michaëlla Krajicek      |
| ↓ Kategorie: GA ↓                                 |                              |                         |
| 2004                                              | Phillip Simmonds             | Julia Cohen             |
| 2005                                              | Donald Young                 | Aleksandra Wozniak      |
| 2006                                              | Thiemo De Bakker             | Julia Cohen             |
| 2007                                              | Eduardo Peralta Tello        | Julia Cohen             |
| 2008                                              | César Ramírez                | Tanja Rajkowa           |
| 2009                                              | Julen Urigüen                | Ajla Tomljanović        |
| 2010                                              | Denis Kudla                  | Sachie Ishizu           |
| 2011                                              | Bruno Sant’Anna              | An-Sophie Mestach       |
| ↓ Abierto Juvenil Mexicano – Kategorie: GA ↓      |                              |                         |
| 2012                                              | Stefano Napolitano           | Jelisaweta Kulitschkowa |
| 2013                                              | Nikola Milojević             | Belinda Bencic          |
| 2014                                              | Michael Mmoh                 | Dalma Gálfi             |
| 2015                                              | Genaro Alberto Olivieri      | Amanda Anisimova        |
| 2016                                              | Miomir Kecmanović            | Taylor Johnson          |
| 2017                                              | Drew Baird                   | Alexa Noel              |

### Doppel
| Jahr                                             | Herren                                    | Damen                                       |
| ------------------------------------------------ | ----------------------------------------- | ------------------------------------------- |
| ↓ Copa Internacional Casablanca – Kategorie:G2 ↓ |                                           |                                             |
| 1993                                             | Ricardo Rosas Eduardo Villagómez          | Henrieta Nagyová Zuzana Nemšáková           |
| 1994                                             | Gerardo Venegas Escalente Luis Uribe      | Michaela Hasanová Martina Nedelková         |
| ↓ Kategorie: G1 ↓                                |                                           |                                             |
| 1995                                             | Vladimir Pavićević Kepler Orellana        | Andrea Aura Narvaez Selin Nassi             |
| 1996                                             | Rodolphe Cadart Sébastien Grosjean        | Deborah Gaviria Silvia Uríčková             |
| 1997                                             | Jérôme Haehnel Julien Jeanpierre          | Gitte Möller Lydia Steinbach                |
| 1998                                             | Artjom Derepasko Igor Kunizyn             | Veronika Kokšová Gabriela Voleková          |
| 1999                                             | John-Paul Fruttero Lesley Joseph          | Martina Babáková Ľubomíra Kurhajcová        |
| 2000                                             | Bruno Echagaray Santiago González         | Eva Birnerová Ansley Cargill                |
| 2001                                             | Bruno Echagaray Santiago González         | Eva Birnerová Ilona Somers                  |
| 2002                                             | Stephen Amritraj Craig Evans              | Petra Cetkovská Lucie Šafářová              |
| 2003                                             | Romano Tatuhey Bram ten Berge             | Andreja Klepač Aurelija Misevičiūtė         |
| ↓ Kategorie: GA ↓                                |                                           |                                             |
| 2004                                             | Timothy Neilly Philip Simmonds            | Marina Eraković Bibiane Schoofs             |
| 2005                                             | Juan Martín del Potro David Navarrete     | Ayumi Morita Erika Sema                     |
| 2006                                             | Thiemo De Bakker Peter Lucassen           | Marrit Boonstra Renée Reinhard              |
| 2007                                             | Kellen Damico Jonathan Eysseric           | Julia Cohen Valeria Pulido-Velasco          |
| 2008                                             | Alfredo Moreno Manuel Sánchez             | Krista Damico Nadja Gilchrist               |
| 2009                                             | Denis Kudla Nathan Pascha                 | Ajla Tomljanović Heather Watson             |
| 2010                                             | Gao Xin Ouyang Bowen                      | Gabriela Dabrowski Marianne Jodoin          |
| 2011                                             | William Kwok Michael Rinaldi              | An-Sophie Mestach Demi Schuurs              |
| ↓ Abierto Juvenil Mexicano – Kategorie: GA ↓     |                                           |                                             |
| 2012                                             | Connor Farran Frederico Ferreira Silva    | Jelisaweta Kulitschkowa Hanna Posnichirenko |
| 2013                                             | Nikola Milojević Frederico Ferreira Silva | Karin Kennel Elise Mertens                  |
| 2014                                             | Taylor Fritz Andrei Rubljow               | Anna Blinkowa Fanny Stollár                 |
| 2015                                             | Jay Clarke Miomir Kecmanović              | Anna Blinkowa Jewgenija Lewaschowa          |
| 2016                                             | Andrew Fenty Yshai Oliel                  | Caty McNally Natasha Subhash                |
| 2017                                             | Sebastian Korda Nicolás Mejía             | Dalayna Hewitt Peyton Stearns               |